# Li Fengdan
Li Fengdan (chinesisch 李鳳丹; * 9. September 2002) ist eine chinesische Leichtathletin, die sich auf den Sprint spezialisiert hat.

## Sportliche Laufbahn
Erste internationale Erfahrungen sammelte Li Fengdan im Jahr 2019, als sie bei den Jugendasienmeisterschaften in Hongkong in 56,07 s die Silbermedaille im 400-Meter-Lauf gewann und mit der chinesischen Sprintstaffel (1000 Meter) in 2:10,71 min die Goldmedaille gewann. 2025 startete sie mit der 4-mal-400-Meter-Staffel bei den Hallenweltmeisterschaften in Nanjing und belegte dort in 3:38,65 min den vierten Platz.
2023 wurde Li chinesische Meisterin im 400-Meter-Lauf im Freien sowie 2025 in der Halle. Zudem wurde sie 2021 Landesmeisterin in der 4-mal-400-Meter-Staffel im Freien sowie 2023 in der Halle.

## Persönliche Bestleistungen
- 400 Meter: 53,64 s, 28. Juni 2023 in Shenyang
  - 400 Meter (Halle): 55,01 s, 8. März 2025 in Jinan